# Eucalyptus recurva
Eucalyptus recurva (tiếng Anh thường gọi là Mongarlowe Mallee) là một loài thực vật thuộc họ Myrtaceae. Đây là loài đặc hữu của New South Wales.